# Napoleon (mynt)

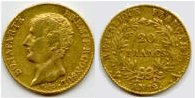
Napoléon (1803)

Napoleon (fr. Napoléon) är ett franskt guldmynt med valören tjugo franc. Detta utgavs första gången 1803 när Napoleon Bonaparte var förste konsul för den Franska republiken och ersatte då ett tidigare existerande guldmynt av valören Louis-d'or. Namnet har uppkommit genom att Napoleon, först som konsul och sedan som kejsare beklädde de första mynten fram till 1815, men även de följande utgåvorna av 20 francs guldmynt under 1800- och 1900-talet då Frankrike omväxlande varit kungadöme, kejsardöme och republik går under namnet "Napoléon". Beteckningen utsträcker sig även till utgåvor av guldmynt som skett till valörerna fem, tio, 40, 50 och 100 franc, men avser i huvudsakligen den ursprungliga denominationen på tjugo franc som ersatte Louis-d'or-mynten.

## Lista över utgivna guldmynt med valören tjugo franc
Samtliga mynt har en vikt på 6,45 gram och en diameter på 21 mm.
|                             | Årtal           | Präglat antal | Åtsida                              | Frånsida                     | Kant                                                                                   | Gravör                   |
| --------------------------- | --------------- | ------------- | ----------------------------------- | ---------------------------- | -------------------------------------------------------------------------------------- | ------------------------ |
| Bonaparte som förste konsul | År XI-XII       | 1 046 506     | "Bonaparte premier consul"          | "République Française"       | "Dieu protège la France"                                                               | Pierre Joseph Tiolier    |
| Napoleon                    | År XII          | 428 143       | "Napoléon Empereur"                 | "République Française"       | "Dieu protège la France"                                                               | Pierre Joseph Tiolier    |
| Napoleon                    | År XIII och XIV | 673 878       | "Napoléon Empereur"                 | "République Française"       | "Dieu protège la France"                                                               | Pierre Joseph Tiolier    |
| Napoleon                    | 1806            | 996 367       | "Napoléon Empereur"                 | "République Française"       | "Dieu protège la France"                                                               | Pierre Joseph Tiolier    |
| Napoleon                    | 1807            | 594 332       | "NapoléonEmpereur"                  | "République Française"       | "Dieu protège la France"                                                               | Pierre Joseph Tiolier    |
| Napoleon                    | 1807-1808       | 1 725 753     | "Napoléon Empereur"                 | "République Française"       | "Dieu protège la France"                                                               | Pierre Joseph Tiolier    |
| Napoleon                    | 1809-1815       | 14 283 710    | "Napoléon Empereur"                 | "Empire Français"            | "Dieu protège la France"                                                               | Pierre Joseph Tiolier    |
| Ludvig XVIII                | 1814-1815       | 5 634 709     | "Louis XVIII Roi de France"         | "Pièce de 20 Francs"         | "DOMINE SALVUM FAC REGEM"                                                              | Auguste François Michaut |
| Ludvig XVIII                | 1824-1826       | 12 733 226    | "Louis XVIII Roi de France"         | "Pièce de 20 Francs"         | "DOMINE SALVUM FAC REGEM"                                                              | Auguste François Michaut |
| Karl X typ 1                | 1825-1826       | 771 932       | "Charles X Roi de France"           |                              | "DOMINE SALVUM FAC REGEM"                                                              | Auguste François Michaut |
| Karl X typ 2                | 1827-1830       | 919 535       | "Charles X Roi de France"           |                              | "DOMINE SALVUM FAC REGEM"                                                              | Auguste François Michaut |
| Ludvig Filip typ 1          | 1830-1831       | 2 371 848     | "Louis Philippe I Roi des Français" | "20 francs"                  | "Dieux protège la France"                                                              | Nicolas Pierre Tiolier   |
| Ludvig Filip typ 2          | 1830-1831       | (se typ 1)    | "Louis Philippe I Roi des Français" | "20 francs"                  | "Dieux protège la France"                                                              | Nicolas Pierre Tiolier   |
| Ludvig Filip                | 1832-1848       | 6 761 231     | "Louis Philippe I Roi des Français" | "20 francs"                  | "Dieux protège la France"                                                              | Joseph François Domard   |
| Génie/Andra republiken      | 1848-1849       | 2 843 007     | "République Française"              | "Liberté Égalité Fraternité" | "*** Dieux protège la France"                                                          |                          |
| Cérès/Andra republiken      | 1849-1851       | 17 293 983    | "République Française"              | "Liberté Égalité Fraternité" | "*** Dieux protège la France"                                                          | Louis Merley             |
| Louis Napoleon Bonaparte    | 1852            | 9 857 428     | "Louis-Napoléon Bonaparte"          | "République Française"       | "***** Dieu * protège * la * France"                                                   | Jean Jacques Barre       |
| Napoleon III                | 1853-1860       | 146 557 145   | "Napoléon III Empereur"             | "Empire Français"            | "***** Dieu * protège * la * France"                                                   | Jean Jacques Barre       |
| Napoleon III                | 1861-1870       | 85 344 950    | "Napoléon III Empereur"             | "Empire Français"            | "***** Dieu * protège * la * France"                                                   | Jean Jacques Barre       |
| Génie/Tredje republiken     | 1871-1898       | 86 101 594    | "République Française"              | "Liberté Égalité Fraternité" | "*** Dieu protège la France"                                                           |                          |
| 20 franc/Tupp               | 1898-1914       | 117 448 888   | "République Française"              | "Liberté Égalité Fraternité" | Typ 1 : *++* DIEU *+ PROTEGE+* LA FRANCE Typ 2 : *++* LIBERTE +* EGALITE +* FRATERNITE | Jules Clément Chaplain   |